# Institut du mot vivant

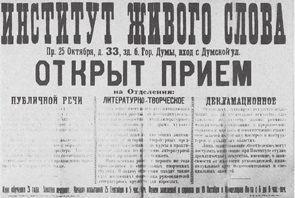
Annonce dans la presse de l'ouverture de l'Institut du mot vivant

L'Institut du mot vivant (en russe : Институт живого слова) est un établissement scientifique et d'enseignement qui a existé à Petrograd entre 1918 et 1924. Il a été fondé par l'acteur et critique de théâtre Vsevolod Vsevolodski-Gerngross en novembre 1918
Y ont exercé en 1918 et 1919 Anatoli Lounatcharski, Sergueï Bondi (ru), Nikolaï Goumilev, Anatoli Koni (ru), Vselovod Meyerhold, Lev Chtcherba, Boris Eichenbaum, Mark Eikhengolts (ru), Nikolaï Engelgardt (ru), et Lev Iakoubinski (ru)
Ses objectifs étaient :
- la recherche scientifique et pratique sur les questions relatives au mot vivant et dans les disciplines associées ;
- la formation de maîtres du mot vivant dans les domaines pédagogique (pour les enseignants d'école générale et des enseignants de l'art de la parole), socio-politique (orateurs, juges, leaders spirituels, politiques, etc.) et artistique (poètes, écrivains, conteurs, acteurs, chanteurs et autres) ;
- la diffusion et la vulgarisation des connaissances dans le domaine du mot vivant.

Il y avait trois départements dans l'institut, le département scientifique, celui de la formation et celui de la pédagogie. Au milieu de 1919, il comptait 800 étudiants.
Les professeurs de l'institut offraient des programmes spéciaux de cours-conférences sur la théorie de l'esthétique, l'éthique de la vie quotidienne, la théorie de l'éloquence,  la rhétorique, l'art de la parole, la psychologie de la parole et de la pensée etc. Les supports de cours ont été publiés dans les Notes de l'Institut du mot vivant («Записки Института Живого Слова») en 1919.
En 1924, l'institut a été transformé en l'Institut d'État des cultures orales (ru).

## Sources
- (ru) Cet article est partiellement ou en totalité issu de l’article de Wikipédia en russe intitulé « Институт живого слова » (voir la liste des auteurs).

1. 1 2 3 4 5  (ru) « Институт живого слова » [« L'Institut du mot vivant »], sur Русский язык (La langue russe) russkiyyazik.ru (consulté le 23 février 2018)
2. ↑  (ru) Collectif, « Институт живого слова. – 1919 » [« L'Institut du mot vivant »], 130 pages, sur books.e-heritage.ru (consulté le 23 février 2018)